# Georg Bischoff
Georg Otto Bischoff (* 14. November 1875 in Berlin; † 4. November 1937 in Berlin-Spandau) war ein deutscher Politiker (Wirtschaftspartei).

## Leben
Bischoff war beruflich als Kaufmann in Berlin-Lichtenberg tätig. Im Dezember 1924 wurde er für die Reichspartei des Deutschen Mittelstandes (Wirtschaftspartei) als Abgeordneter in den Preußischen Landtag gewählt, dem er bis 1932 angehörte, von 1924 bis 1928 als Mitglied der Fraktion Wirtschaftliche Vereinigung. Im Parlament vertrat er den Wahlkreis 4 (Potsdam I). Zum 1. Mai 1933 trat er der NSDAP bei (Mitgliedsnummer 2.634.813).